# The Industrialist
| Совокупная оценка | Совокупная оценка |
| Источник          | Оценка            |
| ----------------- | ----------------- |
| Metacritic        | 63/100            |
| Оценки критиков   |                   |
| Источник          | Оценка            |
| AllMusic          | [ 2 ]             |
| ThisIsNotAScene   | [ 3 ]             |
| Sputnikmusic      | [ 4 ]             |

The Industrialist — восьмой студийный альбом метал-группы Fear Factory, выпущенный 5 июня 2012 года. Он ознаменовал возвращение группы к концептуальным альбомам. Альбом был записан только Беллом и Касаресом.
Со стороны критиков The Industrialist получил преимущественно положительные оценки.

## Список композиций
| №                   | Название                                   | Длительность |
| ------------------- | ------------------------------------------ | ------------ |
| 1.                  | «The Industrialist»                        | 6:07         |
| 2.                  | «Recharger»                                | 4:09         |
| 3.                  | «New Messiah»                              | 4:30         |
| 4.                  | «God Eater»                                | 5:57         |
| 5.                  | «Depraved Mind Murder»                     | 4:43         |
| 6.                  | «Virus of Faith»                           | 4:34         |
| 7.                  | «Difference Engine»                        | 3:37         |
| 8.                  | «Disassemble»                              | 4:12         |
| 9.                  | «Religion Is Flawed Because Man Is Flawed» | 1:52         |
| 10.                 | «Human Augmentation»                       | 9:04         |
| Общая длительность: | Общая длительность:                        | 48:45        |

| №                   | Название                                   | Длительность |
| ------------------- | ------------------------------------------ | ------------ |
| 11.                 | «Blush Response (Difference Engine remix)» | 4:38         |
| 12.                 | «Landfill (Pitchshifter Cover)»            | 3:44         |
| Общая длительность: | Общая длительность:                        | 57:07        |

| №   | Название                                   | Длительность |
| --- | ------------------------------------------ | ------------ |
| 11. | «Blush Response (Difference Engine remix)» | 4:38         |
| 12. | «Timelessness II»                          | 3:10         |

## Участники записи
- Бертон Белл — вокал
- Дино Касарес — гитара, бас-гитара, драм-машина
- Джон Сэнки — ударные (для демоверсий песен)[9]

## Чарты
| Чарт (2012)            | Позиция |
| ---------------------- | ------- |
| Canadian Albums Chart  | 43      |
| Finnish Albums Chart   | 23      |
| Hungarian Albums Chart | 20      |